# Le Cavalier et le Samouraï
Série L'Étranger
Un homme, un cheval et un pistolet
(1967) Pendez-le par les pieds
(1975)
Pour plus de détails, voir Fiche technique et Distribution.
Le Cavalier et le Samouraï (Lo straniero di silenzio) est un film nippo-américano-italien réalisé par Luigi Vanzi et sorti en 1968. C'est un croisement des genres western spaghetti et jidai-geki.
C'est le troisième épisode de la tétralogie de L'Étranger joué par Tony Anthony après Un dollar entre les dents, Un homme, un cheval et un pistolet et avant Pendez-le par les pieds.
Sorti initialement en 1968 en Italie et en 1970 au Japon, il n'a été largement distribué en Europe et en Amérique du Nord qu'à partir de 1975 dans une version remontée. Tony Anthony a déclaré que cela était dû à une lutte de pouvoir au sein de la Metro-Goldwyn-Mayer, la société de distribution du film.

## Synopsis
À la suite d'une bagarre avec trois bandits, un Japonais remet à l’Étranger un parchemin avant de mourir. Il lui demande de l’apporter à un certain Motori, à Osaka, au Japon, en échange de 20 000 dollars. L’Étranger s’y rend mais rencontre vite de l’opposition. Il se retrouve au milieu d’une lutte de pouvoir entre deux clans cousins.

## Fiche technique
Sauf indication contraire, les informations mentionnées dans cette section peuvent être confirmées par la base de données cinématographiques IMDb,  présente dans la section « Liens externes ».
- Titre français : Le Cavalier et le Samouraï[2]
- Titre original italien : Lo straniero di silenzio[3],[4]
- Titre anglais : The Silent Stranger
- Réalisateur : Luigi Vanzi (sous le nom de « Vance Lewis »), Vincenzo Cerami
- Scénario : Vincenzo Cerami, Giancarlo Ferrando (it)
- Photographie : Mario Capriotti
- Montage : Renzo Lucidi
- Musique : Stelvio Cipriani
- Production : Tony Anthony, Roberto Infascelli, Allen Klein
- Sociétés de production : Primex Italiana, Reverse
- Pays de production :  Italie,  États-Unis,  Japon
- Langue de tournage : italien
- Format : Couleur par Metrocolor - 1,85:1 - Son mono - 35 mm
- Durée : 102 minutes[3]
- Genre : western spaghetti
- Dates de sortie :
  - Italie : 27 juin 1968
  - Japon : 1970
  - États-Unis : 20 juin 1975
  - France : 19 novembre 1975[2]

## Distribution
- Tony Anthony : L'Étranger
- Lloyd Battista : L'Américain
- Kin Ōmae : Seigneur Motori
- Kanji Ohara : Koeta
- Kita Maura : Princesse Otaka
- Kyōichi Satō : Le complice de Koeta
- Yoshio Nukano : Le samouraï de Motori
- Raf Baldassarre : Œil Blanc (non crédité au générique)
- Gaetano Scala : Un voleur au Klondike (non crédité au générique)
- William Conroy : Un voleur au Klondike (non crédité au générique)